# Ватабе Акіто
Ватабе Акіто (яп. 渡部 暁斗, 26 травня 1986) — японський лижний двоборець, олімпійський медаліст, чемпіон світу та призер світових першостей. 
Срібну олімпійську медаль Ватабе виборов на іграх 2014 року в Сочі в змаганнях, що включали стрибки з нормального трампліна й лижні перегони на 10-кілометровій дистанції. До цього в його активі було 4 перемоги на етапах кубка світу. Він також був чемпіоном світу в складі збірної, яка перемогла в командних змаганнях чемпіонату 2009 року в Ліберці.

## Зовнішні посилання
- [Архівовано 15 лютого 2014 у Wayback Machine.] Досьє на сайті FIS]

1. ↑  International Ski and Snowboard Federation database
2. ↑  Olympedia — 2006.